# Язу (окръг)
Окръг Язу (на английски: Yazoo County) е окръг в щата Мисисипи, Съединени американски щати. Площта му е 2419 km², а населението – 28 149 души (2000). Административен център е град Язу.